# Pseudocirratulus kingstonensis
Pseudocirratulus kingstonensis är en ringmaskart som beskrevs av Augener 1922. Pseudocirratulus kingstonensis ingår i släktet Pseudocirratulus och familjen Cirratulidae. Inga underarter finns listade i Catalogue of Life.